# Августа Куріель
Августа Корнелія Пауліна Куріель (Augusta Cornelia Paulina Curiel, 14 грудня 1873, Парамарибо — 22 листопада 1937, Парамарибо) — суринамська фотографка. Її знімки відображають життя Суринаму в перші десятиліття ХХ століття.

## Життєпис
Августа Куріель народилась у 1873 році, в столиці Суринаму — місті Парамарибо (на той час Суринам був колонією Нідерландів), має прізвище своєї матері Генрієтти Пауліни Куріель. Генрієтта народилася в рабстві. Її батьком був амстердамський португальсько-єврейський іммігрант Мозес Куріель (1801—1871), який мав сім дітей від рабині Елізабет Нар (бл. 1801—1881). Генрієтта та інші діти Мозеса та Елізабет отримали прізвище свого батька.
Августа мала двох сестер та брата, яких їх мати Генрієтта сама зареєструвала в РАГСі. Інформації про батька дітей немає. Сім'я жила в Gravenstraat. Вони були членами євангельсько-лютеранської церкви. Сім'я належала до вищого шару суринамського суспільства, судячи із їхньої дружби з професором Герольдом Стахелем, ботаніком і директором Сільськогосподарської науково-дослідної станції Суринаму, з членом парламенту Юліусом Мюллером, з Гільдою Луїзою Кругер, донькою геодезиста, Вільгельмом Крюгером і з лютеранським пастором преподобним К. Хоекстрою. Хоекстра був захопленим фотографом-аматором, ймовірно, саме він надихнув сестер розпочати професійний фотобізнес. Брат Августи Адольф Куріель (1867—1934) був відомим бізнесменом, який входив до складу колоніального парламенту Штатів Сурінаму з 1910 по 1920 рік. Ймовірно, його посада та контакти сприяли отриманню замовлень.
Августа жила зі своєю сестрою Елізабет (1869—1937) та молодшою сестрою Анною Якобою (1875—1958). У 1904 році Августа та Анна розпочали свій фотобізнес. Сестри були неодруженими. На задньому дворі їхнього будинку була господарська будівля, що використовувалася як робоче та складське приміщення. Августа була фотографкою, Анна — асистенткою, вона допомагала фотографувати, налаштовувати техніку та піклувалася про проявлення і друк зображень. Вони були відомі в Парамарибо як «сестри» або «дами Куріель». До їхнього будинку на Domineestraat (№ 28) у Парамарібо, де сестри організували фотостудію, зверталися приватні особи, організації та установи, які хотіли замовити фотографії. Вони знімали на замовлення в урядових будівлях, на фабриках, шахтах, плантаціях, у школах і дитячих будинках.
У Нідерландах також зацікавилися фотографіями Августи Куріель. Її фотографії були виставлені на виставці колоніального сільського господарства в Девентері — яка у виданні «Amigoe di Curacao» (за 17 серпня 1912 р.) названа «дуже гідною».
Без відома Августи Куріель губернатор А. А. Л. Рутгерс звернувся до королеви Вільгельміни в липні 1929 року з проханням надати Августі Куріель статус постачальниці при дворі. Суд відповів швидко і позитивно, рішення було оприлюднено 31 серпня (у день народження Вільгельміни). Вона дуже пишалася тим, що стала першою постачальницею при дворі в Суринамі.
Августа Куріель померла в 1937 році. Похована на кладовищі Oud Lina's Rust у Парамарібо.
У роки після її смерті фотомагазин занепав. Анна продовжила справу за допомогою помічника Л. Дуттенгофера. Дуттенгофер робив фотографії, а Анна проявляла їх та займалась адміністрацією студії. Однак фотографії не могли перевершити якість роботи Августи. Тому щоб розв'язати свої фінансові проблеми, Анна продала будинок і землю на Domineestraat. Фотомагазин був проданий Дуттенгоферу 1 лютого 1952 року. Коли будівлю знесли, велика частина фотографічних робіт була втрачена.

## Спосіб роботи
Для своїх фотографій Августа Куріель використовувала камеру прямого візування на штативі та скляні негативи 18×24 см або 13×18 см. Фотографії першого періоду були покриті емульсійним шаром і захищені шаром лаку. Пізніше закупили готові негативи. Негативи та всі інші матеріали, такі як хімікати для проявлення та друку, папір для друку, альбоми та рамки для фотографій закуповувалися оптом. Фотографії Августи Куріель відрізняються великою чіткістю. На її зображеннях розмиття в русі трапляється рідко, це виняткова особливість, оскільки фотографії потребували тривалої експозиції. Вона завжди працювала зі штативом. Фотографії частіше робили на відкритому повітрі, але відомі також кадри в приміщенні.
Знімки робилися вдень, а ввечері, коли трохи прохолодніше, вони були проявлені та надруковані. Друковані фотографії додатково доопрацьовували, наклеюючи їх на картон із попередньо надрукованим текстом «Августа Куріель» унизу, іноді з додаванням «Парамарибо».
Клієнти зазвичай отримували три відбитки. Скляні негативи зберігалися, щоб клієнти могли повторно замовляти фотографії. Скляна пластина була загорнута та забезпечена номером. Реєстрація, ймовірно, велася в зошиті.

## Творчість
Августа Куріель завжди працювала на замовлення. Доручення від приватних осіб, організацій та (державних) установ були дуже різними. Вона робила групові портрети, весільні та шкільні світлини. Куріель сфотографувала прибуття (і від'їзд) губернаторів та інших високопоставлених гостей біля Морських сходів на Ватерканті в Парамарібо. Вона робила фотографії урочистих і святкових відкриттів і річниць, таких як введення в експлуатацію газової фабрики Saramaccastraat в 1909 році або відкриття статуї королеви Вільгельміни на площі Незалежності в Парамарибо (Gouvernementsplein) в 1923 році.
Після її смерті приблизно 400 оригінальних скляних негативів були передані до Суринамського музею. У 2007 році була видана фотокнига, в якій 238 зображень надруковано на основі колекції скляних негативів і доповнено фотографіями з колекції Tropenmuseum в Амстердамі.
Творчість Августи Курієль у деякому роді можна вважати документальною фотографією, яка має високу якість як технічно, так і композиційно. Спонтанних фотографій або фотографій, що показують дію, майже немає. Фотографії зроблені з відчуттям композиції, продуманим поділом поверхні, де об'єкт або людина завжди займає центральне місце. Крім світлин, що відображають навмисну показовість, якої прагнули деякі замовники, присутні й роботи, що зображують традиційний одяг, побут та повсякденне життя Суринаму початку ХХ століття. Таким чином фотографічне надбання Августи Курієль в цілому формує унікальну історичну документацію її рідного краю.

## Фотографії Августи Куріель у колекціях
- Фотоархів Суринамського музея[en]
- Державний музей Амстердама
- Тропічний інститут Амстердама[en]
- Голландський музей фотографії[en]